# 초혼
초혼(招魂)은 혼을 부르는 민간 의식이다. 고복(皐復)이라고도 한다.
오늘날 민간에서는 마당에서 '○○동리의 ○○○복·복·복'이라고 부르고 죽은 이의 윗옷을 지붕위로 던진다. 그 던져진 옷을 지붕에서 끌어내려 사자밥과 함께 대문 바깥에 놓아 두거나, 헛간 구석에 구겨 넣거나, 시체의 가슴 위에 덮어 두거나 한다. 이것은 사람이 죽는 것이 혼이 나간 것으로 믿고 나간 혼을 불러 사자(死者)를 소생시키려는 믿음에 연유한 신앙적 행위이다.